# 1091 Spiraea
1091 Spiraea este o planetă minoră (asteroid), cu un diametru de 35,178 km, din centura de asteroizi. A fost descoperită pe 26 februarie 1928 la Observatorul Königstuhl de Karl Wilhelm Reinmuth și a fost numită după Spiraea⁠(d). 
Obiectul prezintă o orbită caracterizată de o semiaxă mare de 3,4169891 UAi, o excentricitate de 0,061985, o înclinație de 1,1596171 ° în raport cu ecliptica.